# 북위 49도선
《북위 49도선》(Forty-Ninth Parallel, 미국 개봉명: The Invaders)은 영국에서 제작된 마이클 포웰 감독의 1941년 전쟁, 드라마, 스릴러 영화이다. 레슬리 하워드 등이 주연으로 출연하였고 마이클 포웰 등이 제작에 참여하였다.

## 출연

### 주연
- 레슬리 하워드
- 로렌스 올리비에
- 레이몬드 머시
- 안톤 월브룩
- 에릭 포트먼
- 글리니스 존스
- 니올 맥긴스

### 조연
- 핀레이 커리
- 레이몬드 로벨
- 존 챈도스
- 배질 애플비
- 에릭 클라버링

## 제작진
- 미술: 데이빗 로운슬리
- Ass-PD: 조지 H. 브라운
- Ass-PD: 로랜드 길렛
- 연출: 마이클 포웰